# Luca Pedersoli
Luca Pedersoli (Gavardo, 16 marzo 1971) è un pilota di rally italiano.

## Carriera
Inizia la sua carriera nel mondo dei motori a 17 anni nella specialità dell'enduro, in cui vince 4 campionati regionali ed un campionato nazionale. Dal 1996 inizia la sua carriera automobilistica alla guida di una Fiat 500 sporting con cui partecipa al Campionato italiano di classe, vincendo tutte e 8 le prove.

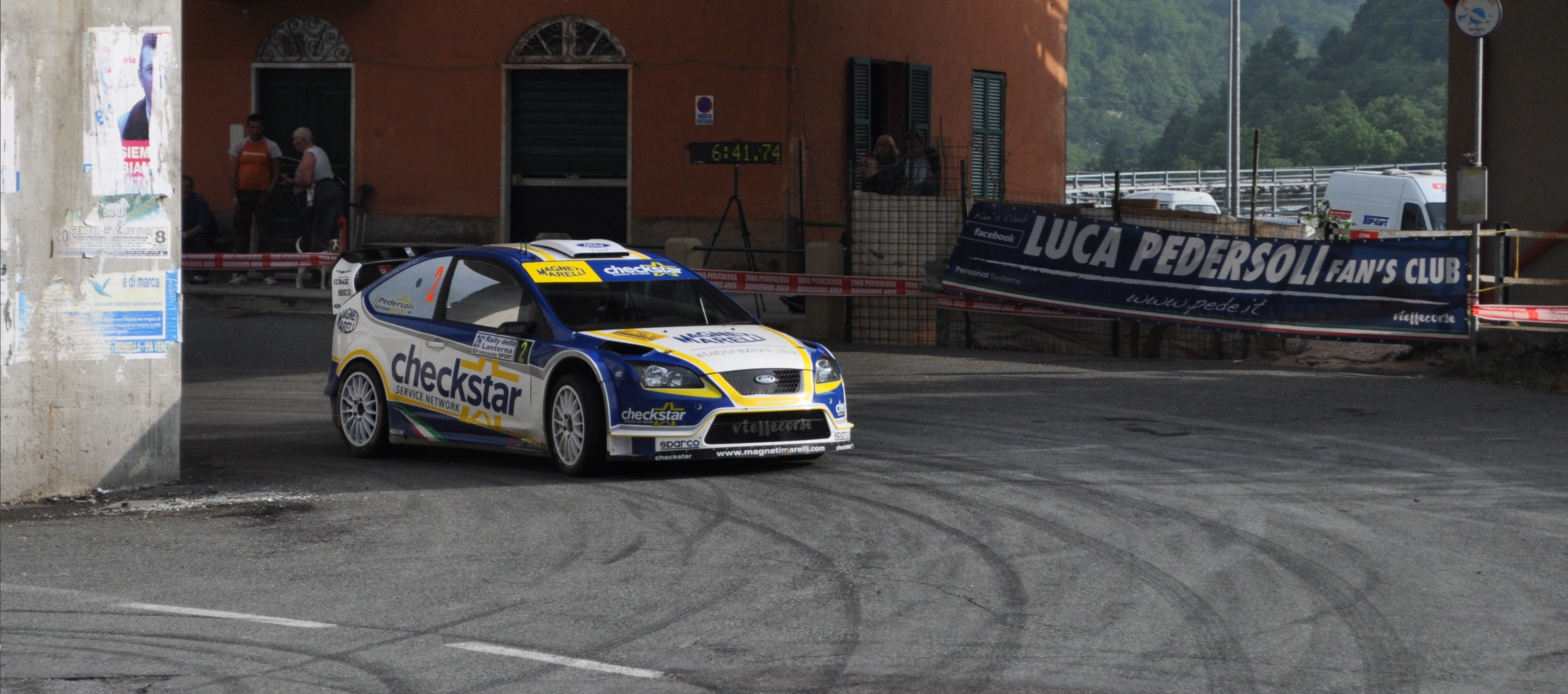
Luca Pedersoli in azione durante l'ultima giornata del 26º Rally della Lanterna

Nel 1997 partecipa al Campionato Italiano Trofeo Fiat 500 conquistando il 1º posto assoluto. 
Nel 1998 partecipa al campionato italiano con una Renault Mégane Kit nella classifica "Privati", due anni dopo porta al debutto la Fiat Punto Rally al Tour de Corse e al Rally di Sanremo con la vittoria di classe.
Negli anni seguenti partecipa a diverse competizioni di carattere nazionale compresi vari campionati italiani rally

## Palmarès
1996
- Vincitore categoria "debuttanti" Trofeo FIAT 500

1997
- Vincitore Trofeo FIAT 500
- Vincitore Rally di Montecarlo Trofeo 500

1998
Vincitore gr. A4 Privati
1999
- Vincitore classifica privati al 67º Rally di montecarlo
11º assoluto su Toyota Grifone.
- Sviluppo e Collaudo progetto Fiat Punto rally

2000
- Collaudatore ufficiale Fiat Auto Corse allo sviluppo della Fiat Punto Rally
e responsabile Junior Rally Team Fiat
- Vincitore Super 1600 Rally Sanremo
Campionato del Mondo Rally

2001
- Vincitore C.I.R. 2 ruote motrici

2002
- 4º classificato C.I.R. Super 1600

2003
- 2º classificato Rally Mille miglia

2004
- Vicecampione europeo Rally FIA

2009
- 3º classificato Trofeo Rally Asfalto

2010
- 1º classificato Trofeo Rally Asfalto

2011
- 1º classificato Trofeo Rally Asfalto

2014
- 1º classificato Campionato Italiano WRC

2019
- 1º classificato Campionato italiano WRC

## Risultati nel mondiale rally
| 1998 | Scuderia | Vettura                                       |    |  |  |  |  |  |  |  |  |  |    |  |  |  |  |  | Punti | Pos. |
| ---- | -------- | --------------------------------------------- | -- |  |  |  |  |  |  |  |  |  | -- |  |  |  |  |  | ----- | ---- |
| 1998 |          | Fiat Cinquecento Sporting Renault Mégane Maxi | 27 |  |  |  |  |  |  |  |  |  | 21 |  |  |  |  |  | 0     |      |

| 1999 | Scuderia | Vettura                       |    |  |  |  |  |  |  |  |  |  |  |  |  |  |  |  | Punti | Pos. |
| ---- | -------- | ----------------------------- | -- |  |  |  |  |  |  |  |  |  |  |  |  |  |  |  | ----- | ---- |
| 1999 |          | Toyota Celica GT-Four (ST205) | 11 |  |  |  |  |  |  |  |  |  |  |  |  |  |  |  | 0     |      |

| 2000 | Scuderia | Vettura            |  |  |  |  |  |  |  |  |  |  |     |    |  |  |  |  | Punti | Pos. |
| ---- | -------- | ------------------ |  |  |  |  |  |  |  |  |  |  | --- | -- |  |  |  |  | ----- | ---- |
| 2000 |          | Fiat Punto Kit Car |  |  |  |  |  |  |  |  |  |  | Rit | 29 |  |  |  |  | 0     |      |

| 2012 | Scuderia | Vettura         |  |  |  |  |  |  |  |  |  |  |  |    |  |  |  |  | Punti | Pos. |
| ---- | -------- | --------------- |  |  |  |  |  |  |  |  |  |  |  | -- |  |  |  |  | ----- | ---- |
| 2012 |          | Citroën DS3 WRC |  |  |  |  |  |  |  |  |  |  |  | 10 |  |  |  |  | 1     | 36º  |

| Legenda | 1º posto | 2º posto | 3º posto | A punti | Senza punti | Ritirato | Squalificato | NP=Non partito C=Gara cancellata | Apice=Power stage |